# Patrimoni dell'umanità del Lussemburgo
I patrimoni dell'umanità del Lussemburgo sono i siti dichiarati dall'UNESCO come patrimonio dell'umanità in Lussemburgo, il quale è divenuto parte contraente della Convenzione sul patrimonio dell'umanità il 28 settembre 1983.
Al 2025 un solo sito è iscritto nella Lista dei patrimoni dell'umanità: la Città di Lussemburgo: i suoi vecchi quartieri e fortificazioni, scelta nel 1994 in occasione della diciottesima sessione del comitato del patrimonio mondiale. Non vi sono invece candidature per nuove iscrizioni.

## Siti del Patrimonio mondiale
| Foto | Sito                                                           | Luogo       | Tipo                | Anno | Descrizione |
| ---- | -------------------------------------------------------------- | ----------- | ------------------- | ---- | --- |
|      | Città di Lussemburgo: i suoi vecchi quartieri e fortificazioni | Lussemburgo | Culturale (699; iv) | 1994 | A causa della sua posizione strategica, Lussemburgo è stata, dal XVI secolo fino al 1867, quando le sue mura furono smantellate, uno dei più grandi siti fortificati d'Europa. Fu più volte rinforzato mentre passava da una grande potenza europea a un'altra: gli imperatori del Sacro Romano Impero, la casa di Borgogna, gli Asburgo, i re di Francia e Spagna e infine i prussiani. Fino alla loro parziale demolizione, le fortificazioni furono un bell'esempio di architettura militare per diversi secoli. |